# Окерфельдт, Микаэль
Ларс Микаэль Окерфельдт (швед. Lars Mikael Åkerfeldt, 17 апреля 1974, Стокгольм) — шведский музыкант, гитарист, автор песен и вокалист группы Opeth. Также являлся вокалистом дэт-метал группы Bloodbath. Микаэль известен своим вкладом в прогрессив-метал, а также пением как классическим, «чистым» вокалом, так и гроулом.

## Биография
Уроженец Стокгольма, Микаэль Окерфельдт был вокалистом группы Eruption, играющей в жанре дэт-метал, которую он создал в 1988 году. В 1990 году он перешёл в Opeth на роль басиста. Когда вокалист Дэвид Исберг настаивал на присоединении к группе Микаэля, все остальные члены группы ушли из неё. Когда Дэвид оставил Opeth два года спустя, Микаэль заменил его в качестве вокалиста.
Окерфельдт является коллекционером малоизвестных альбомов 1970-х годов в жанрах рок и хэви-металл. Кроме того, он стремится показать влияние этих альбомов на своё творчество, делая ссылки на них в названиях песен Opeth, такие как «Blackwater Park», «Still Life» и «Master’s Apprentices». На него также оказали влияние джаз и Ричи Блэкмор.
15 августа 2003 года Микаэль Окерфельдт женился на своей давней подруге Анне Сандберг. 13 сентября 2004 года Анна родила дочь, которую они назвали Мелинда. Вторая дочь, Мария Мирьям Эбба Окерфельдт, родилась 28 октября 2007 года.
Окерфельдт, как известно, дружит со Стивеном Уилсоном, лидером одной из любимых его групп Porcupine Tree, Майком Портным из Dream Theater и Йонасом Ренксе из Katatonia. Предполагается, что Микаэль послужил основой для персонажа Токи Вортуза, ритм-гитариста вымышленной группы Dethklok из популярного мультфильма Metalocalypse, о чём говорится в интервью с ultimate-guitar.com.
В 2012 году Окерфельдт вместе со Стивеном Уилсоном выпустил совместный альбом под именем Storm Corrosion.